# M. S. Subbulakshmi
Madurai Shanmukhavadivu Subbulakshmi (en tamoul : மதுரை சண்முகவடிவு சுப்புலட்சுமி), dite M. S. Subbulakshmi, est une chanteuse indienne de musique carnatique née le 16 septembre 1916 à Madurai et morte le 11 décembre 2004 à Chennai.
Elle est la première femme à recevoir le prix Ramon Magsaysay en 1974  et la première musicienne à être décorée de la Bharat Ratna, la plus haute distinction civile de l'Inde.